# Сант'Амброђо ди Валполичела
Сант'Амброђо ди Валполичела (итал. Sant'Ambrogio di Valpolicella) је насеље у Италији у округу Верона, региону Венето.
Према процени из 2011. у насељу је живело 10384 становника. Насеље се налази на надморској висини од 158 м.

## Становништво
Према резултатима пописа становништва 2011. у општини је живело 11.422 становника.
| 1931. | 1936. | 1951. | 1961. | 1971. | 1981. | 1991. | 2001. | 2011.  |
| ----- | ----- | ----- | ----- | ----- | ----- | ----- | ----- | ------ |
| 6.006 | 5.716 | 6.531 | 7.308 | 8.465 | 9.173 | 9.137 | 9.681 | 11.422 |

## Партнерски градови
- Сежана, Опенхајм, Sant'Ambrogio sul Garigliano